# Districtul Rendsburg-Eckernförde
Districtul Rendsburg-Eckernförde este un district administrativ rural (în germană Kreis) în landul Schleswig-Holstein, Germania.